# Oběžná rovina

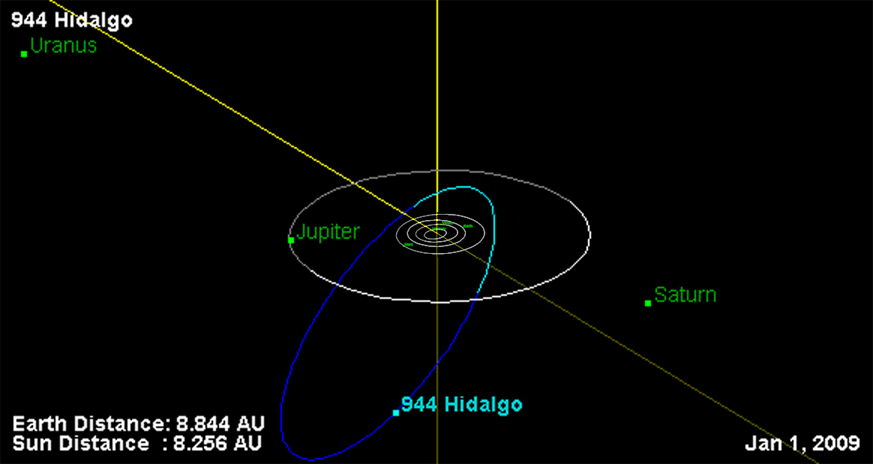
Příklad oběžné roviny planetky Hidalgo (na obrázku rovina, na níž leží modrá kružnice). S rovinou ekliptiky Slunce svírá úhel přibližně 42,5°.

Oběžná rovina (vesmírného tělesa) je v astronomii rovina určená jeho oběžnou dráhou, tedy množinou bodů, kterými toto těleso při oběhu prochází. V praxi tato množina bodů nikdy nenáleží dokonalé rovině, neboť se vesmírná tělesa navzájem gravitačně ovlivňují a jsou přítomny i jiné vlivy. S určitým zanedbáním nepřesností se však o oběžné rovině jako rovině hovoří.